# Brenda Lawrence
Brenda Lulenar Lawrence (nacida el 18 de octubre de 1954) es una política estadounidense y miembro del Partido Demócrata que fue Alcaldesa de Southfield, Míchigan desde 2001 hasta 2015. La candidata demócrata para el Condado Ejecutivo de Oakland en 2008 y para Teniente Gobernadora en 2010, fue elegida Representante de los Estados Unidos por el 14.º distrito congresional de Míchigan en 2014.

## Primeros años, educación y carrera
Lawrence creció en el noreste de Detroit, en Lumpkin Street. Se crio con sus abuelos después de que madre muriese cuando ella tenía tres años. Asistió a escuelas locales, graduándose en el Pershing High School de Detroit. Luego, consiguió su Grado en Administración Pública en la Universidad de Míchigan Central.
Lawrence tuvo una carrera de 30 años en el Servicio Postal de los Estados Unidos, fomentando el trabajo en recursos humanos. A principios de los años 90, como miembro activo de la Asociación de Madres y Padres de Alumnos en la escuela de sus hijos, ella buscó y consiguió un asiento en la Junta de Educación de Escuelas Públicas de Southfield. Fue presidenta, vicepresidenta, y secretaria de la Junta.

## Política en Southfield
Lawrence se involucró más profundamente en los asuntos locales. En 1997, fue elegida para servir en el Ayuntamiento de Southfield, y en 1999, fue elegida Presidenta del Consejo.
En 2001, Lawrence derrotó al titular Donald Fracassi para la oficina del Alcalde, convirtiéndose así en la primera mujer Alcaldesa de la ciudad y la primera persona afroestadounidense en ocupar el puesto. Fue reelegida en 2005 sin oposición. Como Alcaldesa, fue invitada por el Comité de Supervisión de la Cámara de Representantes de los Estados Unidos en 2008 para representar a los Alcaldes de los Estados Unidos para dar testimonio de la crisis hipotecaria y sus efectos en las comunidades estadounidenses. Regresó a Washington más tarde para hacer lobby en el Congreso para conseguir un crédito a corto plazo para la industria automovilística estadounidense.[cita requerida]
Lawrence trabajó como delegada en Míchigan en la Convención Nacional Demócrata de 2004. Como superdelegada en la Convención Nacional Demócrata de 2008, avaló al Senador Barack Obama para Presidente en junio de 2008.
Ella buscó, exitosamente, un tercer mandato como Alcaldesa en 2009, derrotando a la exconcejala Sylvia Jordan con casi el 80 por ciento de los votos. Fue reelegida para un cuarto mandato sin oposición en 2013.

## Campañas para cargos públicos

### Elecciones del Condado Ejecutivo de Oakland en el 2008
En mayo de 2008, Lawrence anunció su candidatura para el Condado Ejecutivo de Oakland.  Ella no tuvo oposición para la candidatura demócrata para el asiento que dejó vacante el titular republicano, L. Brooks Patterson. Patterson ganó la reelección 58%-42%. El reto de Lawrence al polarizador Patterson fue identificado como el reto más fuerte al que se ha enfrentado en sus seis elecciones para el Condado Ejecutivo.

### Elección para Gobernador de 2010
El Alcalde de Lansing, Virg Bernero, llamó a Lawrence su compañera de carrera en su intento de ser Gobernador de Míchigan. Había sido anteriormente candidata demócrata para Teniente Gobernadora en la convención del partido demócrata de Míchigan en agosto de 2010. Hicieron campaña por todo el Estado promocionando un 'Main Street Agenda' con énfasis en su pasado compartido como Alcaldes.
Como con los resultado de las elecciones nacionales, las elecciones generales de 2010 en Míchigan vieron un fuerte número de votantes y entusiasmo entre los votantes republicanos. Los expertos políticos atribuyeron la pérdida de los demócratas, en parte a la reacción de los votantes al Presidente demócrata Barack Obama y a la Gobernadora demócrata Jennifer Granholm. La candidatura demócrata a gobernador perdió ante los candidatos republicanos Rick Snyder, un empresario, y Brian Calley, un representante estatal, 58%-40%. No se eligieron demócratas en todo el Estado en 2010.

### Elecciones al Congreso de 2012
A finales de 2011, Lawrence anunció que se presentaría para el recién rediseñado 14.º distrito congresional. Se enfrentó a los representantes de los Estados Unidos Hansen Clarke y Gary Peters, ambos de los cuales vivían fuera del distrito, y la exrepresentante Estatal Mary D. Waters. Peters ganó con el 47%, Clarke consiguió el 35%, Lawrence el 13%, y Waters el 3%. Peters ganó las elecciones generales.

### Elecciones al Congreso de 2014
En mayo de 2013, Peters anunció que no se presentaría a la reelección en 2014. En vez de eso, él se presentó al Senado de los Estados Unidos, para el asiento dejado por el demócrata jubilado Carl Levin. El 23 de enero de 2014, Lawrence anunció que se presentaría para el 14.º distrito por segunda vez.
Lawrence fue la primera candidata en presentar las firmas al Estado para estar en las elecciones primarias de agosto, haciéndolo en marzo. Otros candidatos que se presentaron a la candidatura demócrata fueron el excongresista Hansen Clarke de Detroit, el representante Estatal Rudy Hobbs de Southfield y el profesor Burgess D. Foster de Detroit.
Durante el transcurso de los informes de contribución de la campaña, Hobbs consiguió un total de 607,806 dólares, Lawrence un total de 383,649 dólares y Clarke un total de 173,124 dólares; Burgess no reportó contribuciones a la Comisión Federal de Elecciones, indicando que recaudó o gastó menos de 5,000 dólares. El Comité de Acción Política del Congresista de Míchigan Sander Levin, GOALPAC, también gastó cientos de miles de dólares para ayudar a que Hobbs saliese elegido, quien había sido previamente trabajador del personal del Congreso de Levin.
Lawrence ganó la nominación del partido demócrata el 5 de agosto de 2014, a pesar de haber sido superada. Lawrence ganó con el 36% de los votos, Hobbs tuvo el 32%, Clarke el 31% y Foster el 1%. Ganó la mayoría de sus votos en el Condado de Oakland, ganando en las ciudades de Southfield, Pontiac y Oak Park, así como en el municipio de Royal Oak. Aunque se esperaba que Clarke ganaría convincentemente la porción de Detroit dentro del distrito, donde él vive y anteriormente había ocupado cargos públicos, Lawrence fue competitiva en la ciudad y ganó más votos que todos los otros candidatos de los votantes que votaron el Día de las Elecciones en Detroit.
Como candidata demócrata al Congreso, se enfrentó a la candidata republicana Christina Conyers de Detroit en las elecciones general de noviembre. Pero Conyers se retiró de la carrera y Christina Barr de Pontiac fue elegida como candidata republicana. El distrito tiene históricamente un fuerte voto demócrata. También enfrentándose frente a Lawrence en las elecciones de noviembre estaba el candidato del partido libertario Leonard Schwartz de Oak Park y el candidato del partido verde Stephen Boyle de Detroit. Lawrence ganó con el 78% de los votos, Barr se llevó el 20%, Schwartz el 1% y  Boyle el 1%.

## Cámara de Representantes de los Estados Unidos de América

### Asignaciones de comité
- Comité de Supervisión y Reforma Gubernamental
  - Subcomité de Operaciones del Gobierno
- Comité de Transporte e Infraestructura
  - Subcomité de Carreteras y Tránsito
  - Subcomité de Aviación
  - Subcomité de Recursos Hídricos y Medio Ambiente

Es miembro del Caucus Progresivo del Congreso, del Caucus Negro del Congreso, y del Caucus Artístico del Congreso.

## Vida personal
Lawrence ha estado casada con McArthur Lawrence durante más de 42 años. Fueron novios en el instituto. Se conocieron fuera de la tienda Midway Market donde él trabajaba en el este de Detroit. Compraron su primera casa en el noroeste de Detroit. Tienen dos hijos y una nieta. Profesionalmente, Lawrence trabajó para el gobierno federal durante 30 años en el Servicio Postal de los Estados Unidos. Comenzó repartiendo el correo y más tarde trabajó en recursos humanos; ella se retiró en 2008. Su marido es un jubilado de United Auto Workers de la Ford Motor Company.

## Historial electoral
- Elecciones para el Congreso, Míchigan 14 de 2016 [22]

| Nombre             | Porcentaje |
| ------------------ | ---------- |
| Brenda L. Lawrence | 79%        |
| Howard A. Klausner | 19%        |
| Gregory Creswell   | 2%         |
| Marcia Squier      | 1%         |

- Elecciones para el Congreso, Míchigan 14 de 2014

| Nombre             | Porcentaje |
| ------------------ | ---------- |
| Brenda L. Lawrence | 78%        |
| Christina Barr     | 20%        |
| Leonard Schwartz   | 1%         |
| Stephen Boyle      | 1%         |

- Primarias Demócratas para el Congreso, Míchigan 14 de 2014

| Nombre             | Porcentaje |
| ------------------ | ---------- |
| Brenda L. Lawrence | 36%        |
| Rudy Hobbs         | 32%        |
| Hansen Clarke      | 31%        |
| Burgess Foster     | 1%         |

- Elección para Alcalde de Southfield de 2013

| Nombre             | Porcentaje |
| ------------------ | ---------- |
| Brenda L. Lawrence | 100%       |

- Primarias Demócratas para el Congreso, Míchigan 14 de 2012

| Nombre             | Porcentaje |
| ------------------ | ---------- |
| Gary Peters        | 47%        |
| Hansen Clarke      | 35%        |
| Brenda L. Lawrence | 13%        |
| Mary D. Waters     | 3%         |

- Elección para Teniente Gobernador de Míchigan de 2010

| Nombre             | Porcentaje |
| ------------------ | ---------- |
| Brian Calley       | 58%        |
| Brenda L. Lawrence | 40%        |

- Elección para Alcalde de Southfield de 2003

| Nombre             | Porcentaje |
| ------------------ | ---------- |
| Brenda L. Lawrence | 77.6%      |
| Sylvia Jordan      | 22.3%      |

- Elección para el Condado Ejecutivo de Oakland de 2008

| Nombre              | Porcentaje |
| ------------------- | ---------- |
| L. Brooks Patterson | 58.1%      |
| Brenda L. Lawrence  | 41.6%      |

- Elección para Alcalde de Southfield de 2005

| Nombre             | Porcentaje |
| ------------------ | ---------- |
| Brenda L. Lawrence | 100%       |

- Elección para Alcalde de Southfield de 2001

| Nombre             | Porcentaje |
| ------------------ | ---------- |
| Brenda L. Lawrence | 52.6%      |
| Donald Fracassi    | 47.4%      |